# رایتس (ناحیه شومپرک)
رایتس (به چکی: Rájec) یک منطقهٔ مسکونی در جمهوری چک است که در ناحیه شومپرک واقع شده‌است. رایتس ۴٫۹۱ کیلومتر مربع مساحت و ۴۹۳ نفر جمعیت دارد و ۲۷۴ متر بالاتر از سطح دریا واقع شده‌است.